# Jackie Opel
Pour les articles homonymes, voir Opel (homonymie).
Jackie Opel né Dalton Sinclair Bishop en 1938 à Bridgetown (Barbade) et mort le 8 mars 1970 est un chanteur de ska, de rocksteady et de spouge jamaïcain
Découvert par Byron Lee, il arrive à la Jamaïque en 1962. L'année suivante, il enregistre quelques chansons de ska pour Coxsone Dodd ou Leslie Kong. Il chante aussi en duo avec Hortense Ellis ou Rita Marley. Il sort de nombreux morceaux en 1964 chez Studio One, dont You're No Good et The Mill Man, où il est accompagné par Bob Marley et Peter Tosh. Il enregistre encore beaucoup d'autres titres en tant que chanteur des Skatalites pour le label de Justin Yap, comme Valley Of Green.
Le 8 mars 1970, Jackie Opel trouve la mort à la Barbade dans un accident de la route. Il venait d'enregistrer The Memorable Jackie Opel, son premier album dans le style spouge dont il est l'inventeur, un mélange de Ska et de Calypso de Trinidad, mêlé à des influences américaines R&B. Studio One édite alors deux albums posthumes : Cry Me A River et The Best of Jackie Opel.

## Sources
- Yannick Maréchal, L'encyclopédie du reggae : 1960-1980, Paris, Éditions Alternatives, 2005, 182 p. (ISBN 978-2-86227-437-9).